# Neuaufnahmen in das UNESCO-Kultur- und -Naturerbe 2017
Im Jahr 2017 fanden die im Folgenden in chronologischer Reihenfolge aufgeführten Neuaufnahmen in das UNESCO-Kultur- und -Naturerbe statt. Zusätzlich zu den Neuaufnahmen sind auch Änderungen und Streichungen aufgeführt.

## Welterbestätten
Für die 41. Sitzung des Welterbekomitees vom 2. bis zum 12. Juli 2017 in Krakau waren 29 Stätten zur Aufnahme in das UNESCO-Welterbe nominiert, darunter 23 Kulturstätten, fünf Naturstätten und eine gemischte Stätte. Außerdem waren fünf Stätten für signifikante Änderungen ihrer Grenzen nominiert. In die Welterbeliste neu eingetragen wurden 21 Stätten, darunter achtzehn Kulturerbestätten (K) und drei Naturerbestätten (N). Angola und Eritrea erhielten dabei ihre erste Welterbestätte. Vier bereits bestehende Welterbestätten wurden erweitert, eine verkleinert. Eine der neuen Welterbestätten wurde gleichzeitig auf die Liste des gefährdeten Welterbes gesetzt.

### Welterbeliste
Folgende Stätten wurden neu in die Welterbeliste aufgenommen:
| Vertragsstaat(en)                            | Bezeichnung | Typ | Ref. | Anmerkungen |
| -------------------------------------------- | --- | --- | ---- | --- |
| Angola                                       | Mbanza Kongo, Relikte der Hauptstadt des ehemaligen Königreichs Kongo (Lage)                                     | K   | 1511 | ehemalige Hauptstadt des Königreichs Kongo                                                                            |
| Argentinien                                  | Nationalpark Los Alerces (Lage)                                                                                  | N   | 1526 | Schutzgebiet für die Patagonische Zypresse (Fitzroya cupressoides, spanisch Alerces)                                  |
| Brasilien                                    | Archäologische Stätte Valongo-Kai (Lage)                                                                         | K   | 1548 | Ehemaliger Hafen in Rio de Janeiro für Schiffe mit Sklaven aus Afrika                                                 |
| Volksrepublik China                          | Qinghai Hoh Xil (Lage)                                                                                           | N   | 1540 | Größtes und höchstes Plateau der Welt                                                                                 |
| Volksrepublik China                          | Kulangsu: eine historische internationale Siedlung (Lage)                                                        | K   | 1541 | Insel mit architektonischen Spuren verschiedener Kolonialmächte                                                       |
| Dänemark                                     | Kujataa auf Grönland: eine nordische und Inuit-Agrarlandschaft am Rand der Eisdecke (Lage)                       | K   | 1536 | Von altnordischer Kultur (10.–15. Jh.) und den Inuit (ab 18. Jh.) geschaffene Kulturlandschaft                        |
| Deutschland                                  | Höhlen und Eiszeitkunst der Schwäbischen Alb (Lage)                                                              | K   | 1527 | Sechs Höhlen im Ach- und Lonetal, Fundstätten jungpaläolithischer Kleinkunst aus dem Aurignacien.                     |
| Eritrea                                      | Asmara: Eine modernistische afrikanische Stadt (Lage)                                                            |     |      | Stadtzentrum im Stil des italienischen Rationalismus                                                                  |
| Frankreich                                   | Taputapuātea (Lage)                                                                                              | K   | 1529 | Kulturlandschaft in Französisch-Polynesien mit Marae, d. h. zeremoniellen Zwecken vorbehaltenen abgegrenzten Arealen. |
| Indien                                       | Historische Stadt von Ahmedabad (Lage)                                                                           | K   | 1551 | historisches Zentrum der fünftgrößten Stadt Indiens                                                                   |
| Iran                                         | Historische Stadt von Yazd (Lage)                                                                                | K   | 1544 | historisches Zentrum einer der ältesten Städte des Iran                                                               |
| Japan                                        | Heilige Insel Okinoshima und zugehörige Stätten in der Region Munakata (Lage)                                    | K   | 1535 | Insel zwischen Japan und Korea mit religiöser Bedeutung für Seeleute des 1. Jtsd.                                     |
| Kambodscha                                   | Tempelanlage von Sambor Prei Kuk, Archäologische Stätte des alten Ishanapura (Lage)                              | K   | 1532 | Ruinen eines Hindutempels in Isanapura, der Hauptstadt des Königreiches von Chenla im 7.–8. Jh.                       |
| Polen                                        | Blei-Silber-Zink-Mine von Tarnowskie Góry und ihr unterirdisches Wassermanagementsystem (Lage)                   | K   | 1539 | historisches Silberbergwerk in der südpolnischen Stadt Tarnowskie Góry                                                |
| Palästina                                    | Hebron / Al-Khalil Altstadt (Lage)                                                                               | K   | 1565 | historisches Zentrum einer der ältesten ununterbrochen bewohnten Städte der Welt                                      |
| Russland                                     | Mariä-Himmelfahrts-Kathedrale und -Kloster der Inselstadt Swijaschsk (Lage)                                      | K   | 1525 | Kathedrale und Kloster der Stadt Swijaschsk auf einer Wolgainsel                                                      |
| Südafrika                                    | Kulturlandschaft der ǂKhomani (Lage)                                                                             | K   | 1545 | Lebensraum der San-Gruppe der Khomani im Grenzgebiet zu Botswana und Namibia                                          |
| Türkei                                       | Aphrodisias (Lage)                                                                                               | K   | 1519 | Ruinen der antiken Stadt mit Aphrodite-Tempel                                                                         |
| Vereinigtes Königreich                       | Der englische Lake District (Lage)                                                                               | K   | 422  | Nationalpark mit einer eindrucksvollen Berg- und Seenlandschaft                                                       |
| transnational: Italien, Kroatien, Montenegro | Venezianisches Verteidigungssystem des 16. bis 17. Jahrhunderts: Stato da Terra – westlicher Stato da Mar (Lage) | K   | 1533 | Befestigungsanlagen von Bergamo, Peschiera del Garda, Palmanova (IT), Zadar, Fort von St. Nikola (HR), Kotor (ME)     |
| transnational: Mongolei, Russland            | Daurische Landschaften (Lage)                                                                                    | N   | 1448 | Ökosystem in Daurien mit verschiedenen Arten von Steppen                                                              |

Bei folgenden Welterbestätten wurden signifikante Änderungen ihrer Grenzen beschlossen:
| Vertragsstaat(en) | Bezeichnung                                                                    | Typ | Ref. | Anmerkungen |
| --- | ------------------------------------------------------------------------------ | --- | ---- | --- |
| Deutschland | Das Bauhaus und seine Stätten in Weimar, Dessau und Bernau                     | K   | 729  | Erweiterung der Welterbestätte Das Bauhaus und seine Stätten in Weimar und Dessau um weitere Bauten in Dessau und Bernau                                                        |
| Frankreich | Strasbourg, Grande-Île und Neustadt                                            | K   | 495  | Erweiterung der Welterbestätte Straßburg: Grande-Île um die Straßburger Neustadt                                                                                                |
| Georgien | Kloster Gelati                                                                 | K   | 710  | Aus der Welterbestätte Bagrati-Kathedrale und Kloster Gelati in Kutaissi wurde die Bagrati-Kathedrale gestrichen, es verbleibt allein das Kloster Gelati.                       |
| grenzüberschreitend: Benin, Burkina Faso, Niger                                                                                          | Nationalparkkomplex W-Arly-Pendjari                                            | N   | 749  | Erweiterung der Welterbestätte Nationalpark W in Niger um angrenzende Gebiete in Benin und Burkina Faso                                                                         |
| transnational: Albanien, Belgien, Bulgarien, Deutschland, Italien, Kroatien, Österreich, Rumänien, Slowakei, Slowenien, Spanien, Ukraine | Buchenurwälder und Alte Buchenwälder der Karpaten und anderer Regionen Europas | N   | 1133 | Erweiterung der Welterbestätte Buchenurwälder in den Karpaten und alte Buchenwälder in Deutschland (DE, SK, UA) um weitere Gebiete in der Ukraine und in neun weiteren Ländern. |

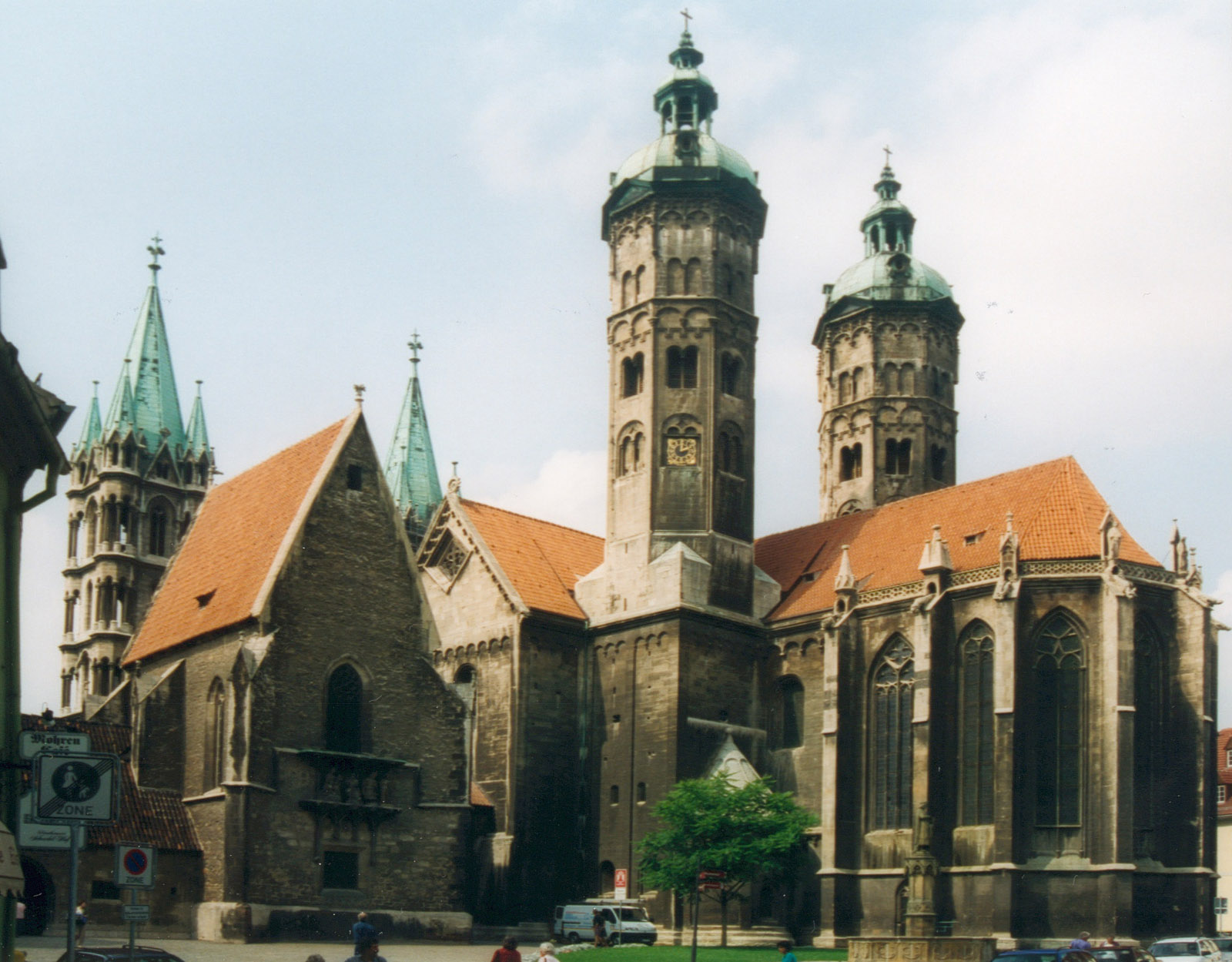
Naumburger Dom

Folgende Nominierungen wurden nicht in die Welterbeliste aufgenommen:
- Historisches Zentrum von Sheki mit dem Khanspalast (K, Aserbaidschan), Referal
- Der Naumburger Dom und die hochmittelalterliche Kulturlandschaft an Saale und Unstrut (K, Deutschland), Referal
- Schutzgebiet Bhitarkanika (N, Indien), Ablehnung
- Eklektizistische Architektur von As-Salt (1865–1925), Ursprünge und Entwicklung einer Architektursprache in der Levante (K, Jordanien), Deferal
- Talayotische Kultur Menorcas (K, Spanien), Deferal
- Khor Dubai, ein traditioneller Handelshafen (K, Vereinigte Arabische Emirate), Referal
- Tal von Tehuacán-Cuicatlán: ursprünglicher Lebensraum von Mesoamerika (K/N, Mexiko), Referal

Folgende Nominierungen wurden vor der Sitzung zurückgezogen:
- Grabhügel von Dilmun (K, Bahrain)
- Mole-Nationalpark (N, Ghana)
- Nationalpark Sila (N, Italien)
- Archaeologische Landschaft von Orheiul Vechi (Moldawien)
- Stadtmauer von Seoul (K, Südkorea)
- Luthergedenkstätten in Mitteldeutschland (K, geplante Erweiterung, Deutschland)
- Buchenurwälder und Alte Buchenwälder (N, geplante Erweiterung, Anteil Polens)

### Rote Liste

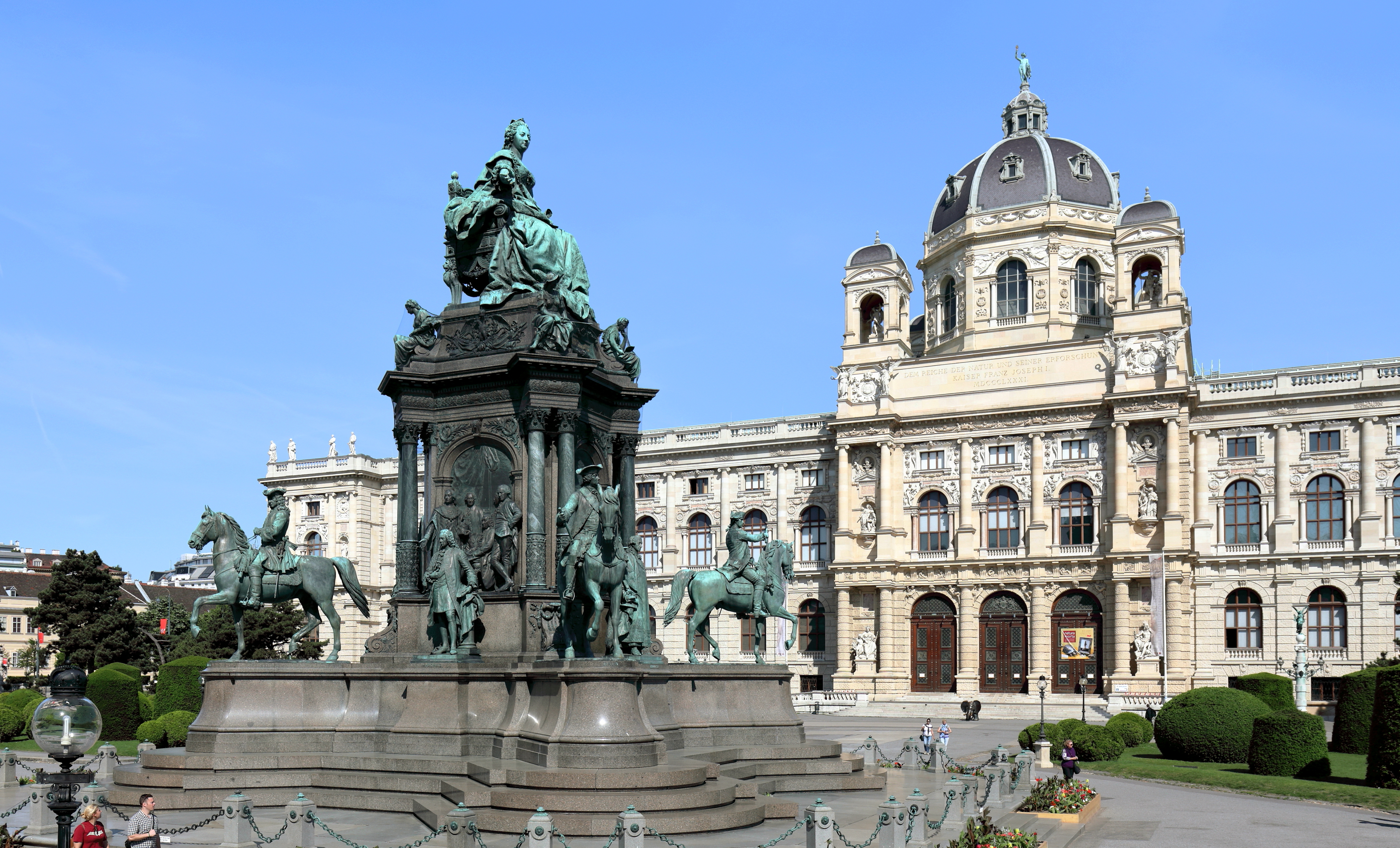
Maria-Theresien-Platz im Historischen Zentrum von Wien

In die Liste des gefährdeten Welterbes ("Rote Liste") aufgenommen wurden:
- Historisches Zentrum von Wien (Österreich, Welterbe seit 2001)
- Altstadt von Hebron/al-Chalil (Palästinensische Autonomiegebiete, Welterbe seit 2017)

Aus der Liste gestrichen wurden:
- Simien-Nationalpark (Äthiopien, Welterbe seit 1978, Rote Liste seit 1996)
- Nationalpark Comoé (Elfenbeinküste, Welterbe seit 1983, Rote Liste seit 2003)
- Kloster Gelati (Georgien, Welterbe seit 1994, Rote Liste seit 2010)

## Weltdokumentenerbe
Das International Advisory Committee (IAC) des Weltdokumentenprogramms beschloss auf der 13. Sitzung, die vom 24. bis 27. Oktober in Paris stattfand, die Aufnahme von 78 neuen Nominierungen ins Weltdokumentenerbe. Zusätzlich schlug das IAC drei Erweiterungen für bestehende Einschreibungen vor und empfahl die vorläufige Einschreibung für zwei weitere Nominierungen, bei denen noch Nebenpunkte bestätigt werden müssen.

## Global Geoparks

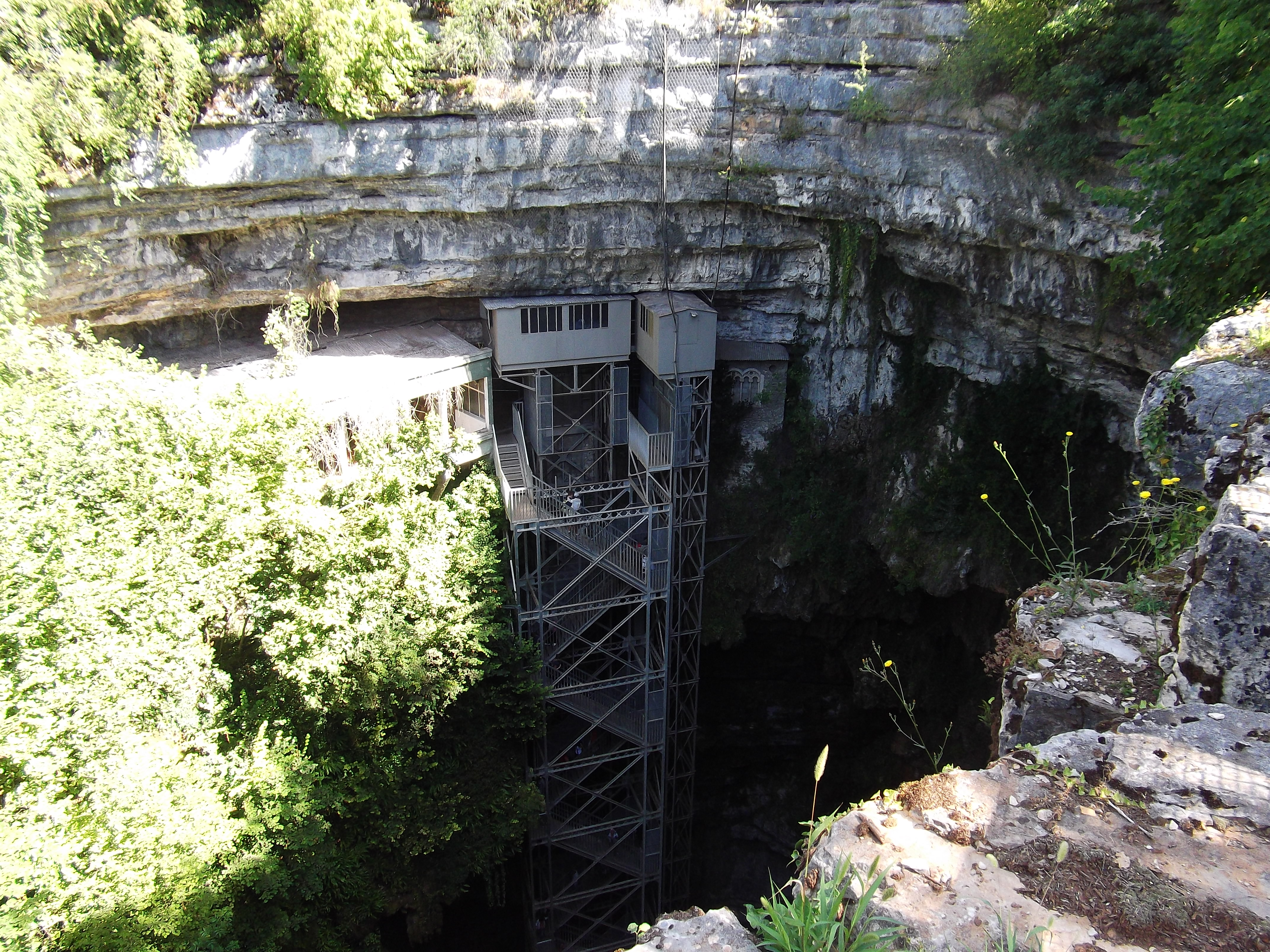
Schlund von Padirac im Geopark Causses du Quercy

Am 5. Mai 2017 hat der UNESCO-Exekutivrat acht geologische Stätten in Asien, Europa und Lateinamerika, die der UNESCO Global Geoparks Council auf seiner ersten Sitzung im September 2016 in Torquay ausgewählt hatte, zu UNESCO Global Geoparks ernannt und zwei bestehende Geoparks erweitert.
Dies waren die ersten Neuaufnahmen seit der Schaffung der Bezeichnung UNESCO Global Geoparks im November 2015, als die damaligen Geoparks des Global Geoparks Network in das „International Geoscience and Geoparks Programme“ (IGGP) der UNESCO integriert wurden.
Neu ernannt wurden:
- Arxan (China)
- Causses du Quercy (Frankreich)
- Cheongsong (Südkorea)
- Comarca Minera (Mexico)
- Keketouhai (China)
- Las Loras (Spanien)
- Mixteca Alta (Mexico)
- Qeshm Island (Iran)

Erweitert wurden:
- Leiqiong (China)
- Zigong (China)

## Biosphärenreservate
Am 14. Juni 2017 hat der Internationale Koordinationsrat des UNESCO-Programms „Der Mensch und die Biosphäre“ (MAB) 22 neue Biosphärenreservate und vier grenzüberschreitende Reservate anerkannt, zwanzig UNESCO-Biosphärenreservate scheiden aus dem Weltnetz aus.